# Guy-Jocelyn Alizart
Pour les articles homonymes, voir Alizart.
Guy-Jocelyn Alizart (né le 1er février 1949 à Plaines Wilhems, Île Maurice) est un danseur, chorégraphe et maître de ballet belge.

## Biographie
Guy-Jocelyn Alizart quitte l’Île Maurice à 21 ans pour se former en Suisse et en Angleterre. Après une saison à Heidelberg suivi d’une autre au Scapino Ballet d’Amsterdam, il est engagé de 1975 à 1984  au Ballet royal de Wallonie, sous la direction de Hanna Voos, puis du chorégraphe cubain Jorge Lefebre, qui lui confie ses premières responsabilités de professeur et de maître de ballet.
Alizart rejoint ensuite le Malmö Ballet en Suède en 1984, où il assiste Elsa-Marianne von Rosen et y crée ses deux premiers ballets : Delibes Suite et Samson et Dalila.
Après une saison au Ballet de France et au Ballet du Louvre à Paris, il est appelé de 1988 à 1991 à Helsinki au Ballet national de Finlande où il assiste Doris Laine. Il poursuivra sa carrière de maître de ballet de 1991 à 1998 au Deutsche Oper am Rhein à Düsseldorf sous la direction de Heinz Spörli et Youri Vamos, où il créera au Tanzhaus NRW Isadora "Sans limites", Choice of Two Mothers et Twins.
Engagé en 1998 par Uwe Scholz au Ballet de Leipzig, il y créera En Souvenir et Pictures.
Revenu en Belgique en 2000, il poursuit une carrière de professeur invité et chorégraphe dans différentes compagnies européennes et a entrepris de publier sur Internet les archives du Ballet Royal de Wallonie et des institutions qui l’ont précédé.